# Mambo (CMS)
Mambo és un sistema de Plataforma CMS basat en el Llenguatge de programació PHP i base de dades SQL de codi obert. Basa tot el seu aspecte en plantilles o temes.
Característiques principals:
- Base de dades moguda pels estàndards PHP/MySQL.
- Mòdul de seguretat multinivell per a usuaris / administradors.
- Notícies, productes o seccions totalment editables i configurables.
- Secció de temes que poden ser enviats pels usuaris registrats.
- Plantilles i temes totalment configurables incloent menú central i blocs a esquerra i dreta, segons es vulgui.
- Suport de pujada d'imatges per incorporar a la nostra pròpia biblioteca i per a usar en qualsevol part del lloc web.
- Fòrums dinàmics i enquestes amb vista de resultats.
- Suporta GNU/Linux, FreeBSD, MacOSX server, Solaris, AIX, SCO, Windows NT, Windows 2000.

Administració:
- Canvi de l'ordre dels objectes incloent notícies, FAQ's, articles, etc.
- Generador automàtic de notícies en titulars.
- Enviament de notícies, articles, preguntes freqüents i enllaços per part dels usuaris registrats.
- Jerarquia d'Objectes: quantes seccions, departaments, divisions i pàgines es vulgui.
- Biblioteca d'Imatges - Emmagatzema tots els arxius PNG, PDF, DOC, Microsoft Excel, GIF i JPEG en línia per a un fàcil ús.
- Cerca Automàtica de directoris.
- Gestor i Sindicació de Notícies. Més de 360 grups de notícies de tot el món on escollir i publicar a la teva web.
- Gestor d'Arxius. Emmagatzema els teus articles antics i publícalos de nou quan vulguis.
- Possibilitat d'impressió, convertidor a PDF o enviament per correu electrònic de qualsevol notícia o article publicat.
- Editor de text, similar al Word Pad.
- Editor d'Usuaris.
- Enquestes. Possibilitat de publicar diferents a cada pàgina.
- Mòduls configurables. Descàrregues de nous mòduls.
- Gestor de Plantilles. Descàrrega de noves plantilles.
- Previsualització de Plantilles. Pots veure l'aspecte de la pàgina en canviar de plantilla abans d'actualitzar els canvis.
- Administrador de capçaleres i rètols publicitaris.